# Derby di Edimburgo
Il derby di Edimburgo è il nome dato alla sfida calcistica tra gli Hearts e l'Hibernian, le due principali squadre di Edimburgo. I due club hanno un'antica rivalità, essendo entrambi nati a cavallo del 1870.
Il primo incontro ufficiale tra le due squadre risale al 29 settembre 1877 e terminò con il punteggio di 0-0, Hearts e Hibernian si affrontano regolarmente in Scottish Premiership e in Coppa di Scozia.
Hearts e Hibernian si sono affrontati anche in due finali di Scottish Cup, nel 1895 e nel 2012: entrambi gli incontri sono stati vinti dagli Hearts (3-1 e 5-1).

## Squadre

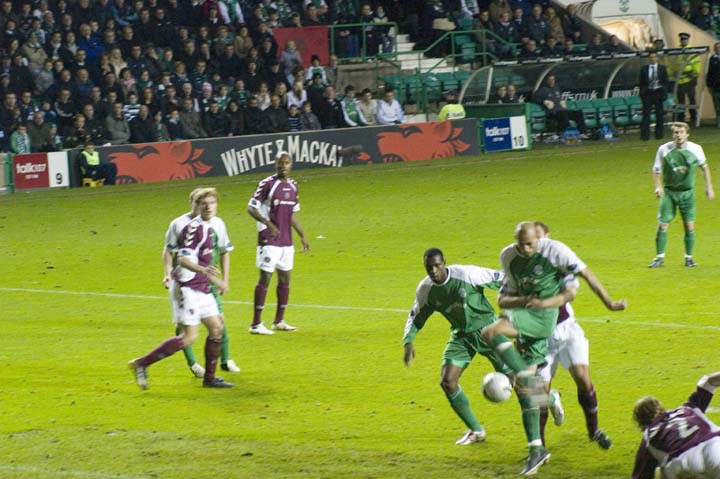
Derby di Edimburgo del 2007

### Hearts
L'Heart of Midlothian, noto anche come Hearts, è il più antico club di Edimburgo, essendo nato nel 1874, un anno prima dell'Hibernian. All'inizio il club rappresentava la parte protestante della città, ma da molti anni l'identificazione con il club avviene per motivi geografici e non più religiosi. Il colore simbolo è il granata (Maroons), che riporta al soprannome della squadra.
L'Heart of Midlothian è il quarto club scozzese per numero di trofei, avendo conquistato quattro Scottish Premiership, otto Scottish Cup e quattro Scottish League Cup.

### Hibernian
L'Hibernian, noto anche come Hibs, è il secondo club di Edimburgo per ordine di fondazione, essendo nato nel 1875, un anno dopo l'Heart of Midlothian. All'inizio il club rappresentava la parte cattolica della città, ma da molti anni l'identificazione con il club avviene per motivi geografici e non più religiosi. I colori simbolo sono il bianco ed il verde, che richiamano la tradizione irlandese.
L'Hibernian è il quinto club scozzese per numero di trofei, avendo conquistato quattro Scottish Premiership, tre Scottish Cup e tre Scottish League Cup.

## Partite
Al 2 marzo 2025 le due squadre si sono affrontate per 341 volte in competizioni ufficiali.
La miglior vittoria degli Hearts è l'8-3 del 21 settembre 1935, che rappresenta anche la partita con più gol tra le due squadre, mentre per l'Hibernian è il 7-0 del 1º gennaio 1973. Infine, il pareggio con più reti è il 4-4 del 2 gennaio 2003.
| Stagione  | Data       | Partita                      | Competizione              |
| --------- | ---------- | ---------------------------- | ------------------------- |
| 1877-1878 | 22/09/1877 | Hearts - Hibernian 0-0       | Scottish Cup              |
| 1877-1878 | 06/10/1877 | Hibernian - Hearts 2-1       | Scottish Cup              |
| 1879-1880 | 15/11/1879 | Hibernian - Hearts 2-1       | Scottish Cup              |
| 1880-1881 | 23/10/1880 | Hearts - Hibernian 5-3       | Scottish Cup              |
| 1883-1884 | 20/10/1883 | Hearts - Hibernian 1-4       | Scottish Cup              |
| 1885-1886 | 03/10/1885 | Hibernian - Hearts 2-1       | Scottish Cup              |
| 1886-1887 | 23/10/1886 | Hibernian - Hearts 5-1       | Scottish Cup              |
| 1887-1888 | 15/10/1887 | Hearts - Hibernian 1-1       | Scottish Cup              |
| 1887-1888 | 22/10/1887 | Hibernian - Hearts 1-3       | Scottish Cup              |
| 1895-1896 | 1895       | Hearts - Hibernian 4-3       | Scottish Division One     |
| 1895-1896 | 1896       | Hibernian - Hearts 3-2       | Scottish Division One     |
| 1895-1896 | 14/03/1896 | Hearts - Hibernian 3-1       | Scottish Cup              |
| 1896-1897 | 1896       | Hearts - Hibernian 1-0       | Scottish Division One     |
| 1896-1897 | 1897       | Hibernian - Hearts 2-0       | Scottish Division One     |
| 1897-1898 | 1897       | Hearts - Hibernian 3-2       | Scottish Division One     |
| 1897-1898 | 1898       | Hibernian - Hearts 1-1       | Scottish Division One     |
| 1898-1899 | 1898       | Hibernian - Hearts 1-5       | Scottish Division One     |
| 1898-1899 | 1899       | Hearts - Hibernian 4-0       | Scottish Division One     |
| 1899-1900 | 1899       | Hearts - Hibernian 1-3       | Scottish Division One     |
| 1899-1900 | 27/01/1900 | Hearts - Hibernian 1-1       | Scottish Cup              |
| 1899-1900 | 03/02/1900 | Hibernian - Hearts 1-2       | Scottish Cup              |
| 1899-1900 | 1900       | Hibernian - Hearts 4-0       | Scottish Division One     |
| 1900-1901 | 1900       | Hearts - Hibernian 0-0       | Scottish Division One     |
| 1900-1901 | 1901       | Hibernian - Hearts 3-0       | Scottish Division One     |
| 1900-1901 | 09/03/1901 | Hearts - Hibernian 1-1       | Scottish Cup              |
| 1900-1901 | 23/03/1901 | Hibernian - Hearts 1-2       | Scottish Cup              |
| 1901-1902 | 1901       | Hibernian - Hearts 1-2       | Scottish Division One     |
| 1901-1902 | 1902       | Hearts - Hibernian 2-1       | Scottish Division One     |
| 1902-1903 | 1902       | Hearts - Hibernian 1-1       | Scottish Division One     |
| 1902-1903 | 1903       | Hibernian - Hearts 0-0       | Scottish Division One     |
| 1903-1904 | 1903       | Hibernian - Hearts 2-4       | Scottish Division One     |
| 1903-1904 | 1904       | Hearts - Hibernian 2-0       | Scottish Division One     |
| 1904-1905 | 1904       | Hearts - Hibernian 1-0       | Scottish Division One     |
| 1904-1905 | 1905       | Hibernian - Hearts 3-0       | Scottish Division One     |
| 1905-1906 | 1905       | Hibernian - Hearts 0-3       | Scottish Division One     |
| 1905-1906 | 1906       | Hearts - Hibernian 1-0       | Scottish Division One     |
| 1906-1907 | 1906       | Hearts - Hibernian 4-1       | Scottish Division One     |
| 1906-1907 | 1907       | Hibernian - Hearts 0-0       | Scottish Division One     |
| 1907-1908 | 1907       | Hibernian - Hearts 2-3       | Scottish Division One     |
| 1907-1908 | 1908       | Hearts - Hibernian 1-2       | Scottish Division One     |
| 1908-1909 | 1908       | Hearts - Hibernian 1-1       | Scottish Division One     |
| 1908-1909 | 1909       | Hibernian - Hearts 0-1       | Scottish Division One     |
| 1909-1910 | 1909       | Hibernian - Hearts 1-4       | Scottish Division One     |
| 1909-1910 | 1910       | Hearts - Hibernian 1-0       | Scottish Division One     |
| 1909-1910 | 26/02/1910 | Hearts - Hibernian 0-1       | Scottish Cup              |
| 1910-1911 | 1910       | Hearts - Hibernian 2-0       | Scottish Division One     |
| 1910-1911 | 1911       | Hibernian - Hearts 1-0       | Scottish Division One     |
| 1911-1912 | 1911       | Hibernian - Hearts 0-4       | Scottish Division One     |
| 1911-1912 | 27/01/1912 | Hearts - Hibernian 0-0       | Scottish Cup              |
| 1911-1912 | 10/02/1912 | Hibernian - Hearts 1-1       | Scottish Cup              |
| 1911-1912 | 14/02/1912 | Hearts - Hibernian 3-1       | Scottish Cup              |
| 1911-1912 | 1912       | Hearts - Hibernian 3-0       | Scottish Division One     |
| 1912-1913 | 1912       | Hibernian - Hearts 0-3       | Scottish Division One     |
| 1912-1913 | 1913       | Hearts - Hibernian 1-0       | Scottish Division One     |
| 1913-1914 | 1913       | Hibernian - Hearts 1-2       | Scottish Division One     |
| 1913-1914 | 1914       | Hearts - Hibernian 3-1       | Scottish Division One     |
| 1914-1915 | 1914       | Hibernian - Hearts 2-2       | Scottish Division One     |
| 1914-1915 | 1915       | Hearts - Hibernian 3-1       | Scottish Division One     |
| 1915-1916 | 1915       | Hearts - Hibernian 1-3       | Scottish Football League  |
| 1915-1916 | 1916       | Hibernian - Hearts 1-2       | Scottish Football League  |
| 1916-1917 | 1916       | Hibernian - Hearts 0-2       | Scottish Football League  |
| 1916-1917 | 1917       | Hearts - Hibernian 2-1       | Scottish Football League  |
| 1917-1918 | 1917       | Hibernian - Hearts 1-3       | Scottish Football League  |
| 1917-1918 | 1918       | Hearts - Hibernian 1-0       | Scottish Football League  |
| 1918-1919 | 1918       | Hibernian - Hearts 1-3       | Scottish Football League  |
| 1918-1919 | 1919       | Hearts - Hibernian 3-1       | Scottish Football League  |
| 1919-1920 | 1919       | Hibernian - Hearts 2-4       | Scottish Football League  |
| 1919-1920 | 1920       | Hearts - Hibernian 1-3       | Scottish Football League  |
| 1920-1921 | 1920       | Hearts - Hibernian 5-1       | Scottish Football League  |
| 1920-1921 | 1921       | Hibernian - Hearts 3-0       | Scottish Football League  |
| 1921-1922 | 1921       | Hearts - Hibernian 0-2       | Scottish Division One     |
| 1921-1922 | 1922       | Hibernian - Hearts 2-1       | Scottish Division One     |
| 1922-1923 | 1922       | Hearts - Hibernian 2-2       | Scottish Division One     |
| 1922-1923 | 1923       | Hibernian - Hearts 2-1       | Scottish Division One     |
| 1923-1924 | 1923       | Hearts - Hibernian 1-1       | Scottish Division One     |
| 1923-1924 | 1924       | Hibernian - Hearts 1-1       | Scottish Division One     |
| 1924-1925 | 1924       | Hibernian - Hearts 2-1       | Scottish Division One     |
| 1924-1925 | 1925       | Hearts - Hibernian 2-0       | Scottish Division One     |
| 1925-1926 | 1925       | Hearts - Hibernian 1-4       | Scottish Division One     |
| 1925-1926 | 1926       | Hibernian - Hearts 0-0       | Scottish Division One     |
| 1926-1927 | 1926       | Hearts - Hibernian 2-2       | Scottish Division One     |
| 1926-1927 | 1927       | Hibernian - Hearts 2-2       | Scottish Division One     |
| 1927-1928 | 1927       | Hearts - Hibernian 2-2       | Scottish Division One     |
| 1927-1928 | 1928       | Hibernian - Hearts 2-1       | Scottish Division One     |
| 1928-1929 | 1928       | Hearts - Hibernian 1-1       | Scottish Division One     |
| 1928-1929 | 1929       | Hibernian - Hearts 1-0       | Scottish Division One     |
| 1929-1930 | 1929       | Hearts - Hibernian 1-1       | Scottish Division One     |
| 1929-1930 | 1930       | Hibernian - Hearts 1-1       | Scottish Division One     |
| 1929-1930 | 15/02/1930 | Hibernian - Hearts 1-3       | Scottish Cup              |
| 1930-1931 | 1930       | Hibernian - Hearts 2-2       | Scottish Division One     |
| 1930-1931 | 1931       | Hearts - Hibernian 4-1       | Scottish Division One     |
| 1932-1933 | 1932       | Hibernian - Hearts 0-0       | Scottish Cup              |
| 1932-1933 | 1933       | Hearts - Hibernian 2-0       | Scottish Cup              |
| 1933-1934 | 1933       | Hibernian - Hearts 1-4       | Scottish Division One     |
| 1933-1934 | 1934       | Hearts - Hibernian 0-0       | Scottish Division One     |
| 1934-1935 | 1934       | Hearts - Hibernian 5-2       | Scottish Division One     |
| 1934-1935 | 1935       | Hibernian - Hearts 1-0       | Scottish Division One     |
| 1935-1936 | 1935       | Hearts - Hibernian 8-3       | Scottish Division One     |
| 1935-1936 | 1936       | Hibernian - Hearts 1-1       | Scottish Division One     |
| 1936-1937 | 1936       | Hibernian - Hearts 3-3       | Scottish Division One     |
| 1936-1937 | 1937       | Hearts - Hibernian 3-2       | Scottish Division One     |
| 1937-1938 | 1937       | Hearts - Hibernian 3-2       | Scottish Division One     |
| 1937-1938 | 1938       | Hibernian - Hearts 2-2       | Scottish Division One     |
| 1938-1939 | 1938       | Hearts - Hibernian 0-1       | Scottish Division One     |
| 1938-1939 | 1939       | Hibernian - Hearts 4-0       | Scottish Division One     |
| 1946-1947 | 1946       | Hearts - Hibernian 2-3       | Scottish Division A       |
| 1946-1947 | 1947       | Hibernian - Hearts 0-1       | Scottish Division A       |
| 1947-1948 | 09/08/1947 | Hearts - Hibernian 2-1       | Scottish League Cup       |
| 1947-1948 | 30/08/1947 | Hibernian - Hearts 1-2       | Scottish League Cup       |
| 1947-1948 | 1947       | Hearts - Hibernian 2-1       | Scottish Division A       |
| 1947-1948 | 1948       | Hibernian - Hearts 3-1       | Scottish Division A       |
| 1948-1949 | 1948       | Hearts - Hibernian 3-2       | Scottish Division A       |
| 1948-1949 | 1949       | Hibernian - Hearts 3-1       | Scottish Division A       |
| 1949-1950 | 1949       | Hearts - Hibernian 5-2       | Scottish Division A       |
| 1949-1950 | 1950       | Hibernian - Hearts 1-2       | Scottish Division A       |
| 1950-1951 | 1950       | Hearts - Hibernian 2-1       | Scottish Division A       |
| 1950-1951 | 1951       | Hibernian - Hearts 0-1       | Scottish Division A       |
| 1951-1952 | 1951       | Hibernian - Hearts 2-3       | Scottish Division A       |
| 1951-1952 | 1952       | Hearts - Hibernian 1-1       | Scottish Division A       |
| 1952-1953 | 1952       | Hearts - Hibernian 1-2       | Scottish Division A       |
| 1952-1953 | 1953       | Hibernian - Hearts 3-1       | Scottish Division A       |
| 1953-1954 | 1953       | Hibernian - Hearts 1-2       | Scottish Division A       |
| 1953-1954 | 1954       | Hearts - Hibernian 4-0       | Scottish Division A       |
| 1954-1955 | 1954       | Hibernian - Hearts 2-3       | Scottish Division A       |
| 1954-1955 | 1955       | Hearts - Hibernian 5-1       | Scottish Division A       |
| 1954-1955 | 05/02/1955 | Hearts - Hibernian 5-0       | Scottish Cup              |
| 1955-1956 | 1955       | Hibernian - Hearts 2-2       | Scottish Division One     |
| 1955-1956 | 1956       | Hearts - Hibernian 0-1       | Scottish Division One     |
| 1956-1957 | 11/08/1956 | Hearts - Hibernian 6-1       | Scottish League Cup       |
| 1956-1957 | 25/08/1956 | Hibernian - Hearts 1-2       | Scottish League Cup       |
| 1956-1957 | 1956       | Hibernian - Hearts 2-3       | Scottish Division One     |
| 1956-1957 | 1957       | Hearts - Hibernian 0-2       | Scottish Division One     |
| 1957-1958 | 1957       | Hibernian - Hearts 0-2       | Scottish Division One     |
| 1957-1958 | 1958       | Hearts - Hibernian 3-1       | Scottish Division One     |
| 1957-1958 | 01/03/1958 | Hearts - Hibernian 3-4       | Scottish Cup              |
| 1958-1959 | 1958       | Hibernian - Hearts 0-4       | Scottish Division One     |
| 1958-1959 | 1959       | Hearts - Hibernian 1-3       | Scottish Division One     |
| 1959-1960 | 1959       | Hibernian - Hearts 1-5       | Scottish Division One     |
| 1959-1960 | 1960       | Hearts - Hibernian 2-2       | Scottish Division One     |
| 1960-1961 | 1960       | Hibernian - Hearts 1-4       | Scottish Division One     |
| 1960-1961 | 1961       | Hearts - Hibernian 1-2       | Scottish Division One     |
| 1961-1962 | 1961       | Hibernian - Hearts 1-4       | Scottish Division One     |
| 1961-1962 | 1962       | Hearts - Hibernian 4-2       | Scottish Division One     |
| 1962-1963 | 1962       | Hibernian - Hearts 0-4       | Scottish Division One     |
| 1962-1963 | 1963       | Hearts - Hibernian 3-3       | Scottish Division One     |
| 1963-1964 | 1963       | Hearts - Hibernian 4-2       | Scottish Division One     |
| 1963-1964 | 1964       | Hibernian - Hearts 1-1       | Scottish Division One     |
| 1964-1965 | 1964       | Hibernian - Hearts 3-5       | Scottish Division One     |
| 1964-1965 | 1965       | Hearts - Hibernian 0-1       | Scottish Division One     |
| 1965-1966 | 1965       | Hearts - Hibernian 0-4       | Scottish Division One     |
| 1965-1966 | 1966       | Hibernian - Hearts 2-3       | Scottish Division One     |
| 1965-1966 | 21/02/1966 | Hearts - Hibernian 2-1       | Scottish Cup              |
| 1966-1967 | 1966       | Hibernian - Hearts 3-1       | Scottish Division One     |
| 1966-1967 | 1967       | Hearts - Hibernian 0-0       | Scottish Division One     |
| 1967-1968 | 1967       | Hearts - Hibernian 1-4       | Scottish Division One     |
| 1967-1968 | 1968       | Hibernian - Hearts 1-0       | Scottish Division One     |
| 1968-1969 | 1968       | Hearts - Hibernian 0-0       | Scottish Division One     |
| 1968-1969 | 1969       | Hibernian - Hearts 1-3       | Scottish Division One     |
| 1969-1970 | 1969       | Hearts - Hibernian 0-2       | Scottish Division One     |
| 1969-1970 | 1970       | Hibernian - Hearts 0-0       | Scottish Division One     |
| 1970-1971 | 1970       | Hearts - Hibernian 0-0       | Scottish Division One     |
| 1970-1971 | 1971       | Hibernian - Hearts 0-0       | Scottish Division One     |
| 1970-1971 | 13/02/1971 | Hearts - Hibernian 1-2       | Scottish Cup              |
| 1971-1972 | 1971       | Hearts - Hibernian 0-2       | Scottish Division One     |
| 1971-1972 | 1972       | Hibernian - Hearts 0-0       | Scottish Division One     |
| 1972-1973 | 1972       | Hearts - Hibernian 0-7       | Scottish Division One     |
| 1972-1973 | 1973       | Hibernian - Hearts 2-0       | Scottish Division One     |
| 1973-1974 | 1973       | Hearts - Hibernian 4-1       | Scottish Division One     |
| 1973-1974 | 1974       | Hibernian - Hearts 3-1       | Scottish Division One     |
| 1974-1975 | 1974       | Hibernian - Hearts 2-1       | Scottish Division One     |
| 1974-1975 | 1975       | Hearts - Hibernian 0-0       | Scottish Division One     |
| 1975-1976 | 1975       | Hearts - Hibernian 1-1       | Scottish Premier Division |
| 1975-1976 | 1975       | Hibernian - Hearts 3-0       | Scottish Premier Division |
| 1975-1976 | 1976       | Hearts - Hibernian 0-1       | Scottish Premier Division |
| 1975-1976 | 1976       | Hibernian - Hearts 1-0       | Scottish Premier Division |
| 1976-1977 | 1976       | Hearts - Hibernian 2-2       | Scottish Premier Division |
| 1976-1977 | 1976       | Hibernian - Hearts 3-1       | Scottish Premier Division |
| 1976-1977 | 1977       | Hearts - Hibernian 0-1       | Scottish Premier Division |
| 1976-1977 | 1977       | Hibernian - Hearts 1-1       | Scottish Premier Division |
| 1978-1979 | 1978       | Hearts - Hibernian 1-2       | Scottish Premier Division |
| 1978-1979 | 1978       | Hibernian - Hearts 1-2       | Scottish Premier Division |
| 1978-1979 | 1979       | Hearts - Hibernian 1-1       | Scottish Premier Division |
| 1978-1979 | 1979       | Hibernian - Hearts 1-1       | Scottish Premier Division |
| 1978-1979 | 10/03/1979 | Hibernian - Hearts 2-1       | Scottish Cup              |
| 1983-1984 | 1983       | Hearts - Hibernian 3-2       | Scottish Premier Division |
| 1983-1984 | 1983       | Hibernian - Hearts 1-1       | Scottish Premier Division |
| 1983-1984 | 1984       | Hearts - Hibernian 1-1       | Scottish Premier Division |
| 1983-1984 | 1984       | Hibernian - Hearts 0-0       | Scottish Premier Division |
| 1984-1985 | 1984       | Hearts - Hibernian 2-2       | Scottish Premier Division |
| 1984-1985 | 1984       | Hibernian - Hearts 1-2       | Scottish Premier Division |
| 1984-1985 | 1985       | Hearts - Hibernian 0-0       | Scottish Premier Division |
| 1984-1985 | 1985       | Hibernian - Hearts 1-2       | Scottish Premier Division |
| 1985-1986 | 1985       | Hibernian - Hearts 1-2       | Scottish Premier Division |
| 1985-1986 | 1985       | Hearts - Hibernian 3-1       | Scottish Premier Division |
| 1985-1986 | 1986       | Hibernian - Hearts 0-0       | Scottish Premier Division |
| 1985-1986 | 1986       | Hearts - Hibernian 2-1       | Scottish Premier Division |
| 1986-1987 | 1986       | Hibernian - Hearts 1-3       | Scottish Premier Division |
| 1986-1987 | 1986       | Hearts - Hibernian 2-1       | Scottish Premier Division |
| 1986-1987 | 1987       | Hibernian - Hearts 2-2       | Scottish Premier Division |
| 1986-1987 | 1987       | Hearts - Hibernian 1-1       | Scottish Premier Division |
| 1987-1988 | 1987       | Hibernian - Hearts 2-1       | Scottish Premier Division |
| 1987-1988 | 1987       | Hearts - Hibernian 1-0       | Scottish Premier Division |
| 1987-1988 | 1988       | Hibernian - Hearts 0-0       | Scottish Premier Division |
| 1987-1988 | 1988       | Hearts - Hibernian 0-0       | Scottish Premier Division |
| 1988-1989 | 1988       | Hearts - Hibernian 1-2       | Scottish Premier Division |
| 1988-1989 | 1988       | Hibernian - Hearts 1-0       | Scottish Premier Division |
| 1988-1989 | 1989       | Hearts - Hibernian 2-1       | Scottish Premier Division |
| 1988-1989 | 1989       | Hibernian - Hearts 0-0       | Scottish Premier Division |
| 1989-1990 | 1989       | Hibernian - Hearts 1-2       | Scottish Premier Division |
| 1989-1990 | 1989       | Hearts - Hibernian 2-0       | Scottish Premier Division |
| 1989-1990 | 1990       | Hibernian - Hearts 1-1       | Scottish Premier Division |
| 1989-1990 | 1990       | Hearts - Hibernian 1-0       | Scottish Premier Division |
| 1990-1991 | 1990       | Hibernian - Hearts 1-4       | Scottish Premier Division |
| 1990-1991 | 1990       | Hearts - Hibernian 3-1       | Scottish Premier Division |
| 1990-1991 | 1991       | Hibernian - Hearts 0-3       | Scottish Premier Division |
| 1990-1991 | 1991       | Hearts - Hibernian 1-1       | Scottish Premier Division |
| 1991-1992 | 1991       | Hibernian - Hearts 1-2       | Scottish Premier Division |
| 1991-1992 | 1991       | Hearts - Hibernian 1-1       | Scottish Premier Division |
| 1991-1992 | 1992       | Hibernian - Hearts 1-1       | Scottish Premier Division |
| 1991-1992 | 1992       | Hearts - Hibernian 0-0       | Scottish Premier Division |
| 1992-1993 | 1992       | Hearts - Hibernian 1-0       | Scottish Premier Division |
| 1992-1993 | 1992       | Hibernian - Hearts 0-0       | Scottish Premier Division |
| 1992-1993 | 1993       | Hearts - Hibernian 1-0       | Scottish Premier Division |
| 1992-1993 | 1993       | Hibernian - Hearts 0-0       | Scottish Premier Division |
| 1993-1994 | 1993       | Hearts - Hibernian 1-1       | Scottish Premier Division |
| 1993-1994 | 1993       | Hibernian - Hearts 0-2       | Scottish Premier Division |
| 1993-1994 | 20/02/1994 | Hibernian - Hearts 1-2       | Scottish Cup              |
| 1993-1994 | 1994       | Hearts - Hibernian 1-0       | Scottish Premier Division |
| 1993-1994 | 1994       | Hibernian - Hearts 0-0       | Scottish Premier Division |
| 1994-1995 | 27/08/1994 | Hearts - Hibernian 0-1       | Scottish Premier Division |
| 1994-1995 | 29/10/1994 | Hibernian - Hearts 2-1       | Scottish Premier Division |
| 1994-1995 | 18/01/1995 | Hearts - Hibernian 2-0       | Scottish Premier Division |
| 1994-1995 | 06/05/1995 | Hibernian - Hearts 3-1       | Scottish Premier Division |
| 1995-1996 | 01/10/1995 | Hibernian - Hearts 2-2       | Scottish Premier Division |
| 1995-1996 | 19/11/1995 | Hearts - Hibernian 2-1       | Scottish Premier Division |
| 1995-1996 | 01/01/1996 | Hibernian - Hearts 2-1       | Scottish Premier Division |
| 1995-1996 | 16/03/1996 | Hearts - Hibernian 1-1       | Scottish Premier Division |
| 1996-1997 | 28/09/1996 | Hibernian - Hearts 1-3       | Scottish Premier Division |
| 1996-1997 | 16/11/1996 | Hearts - Hibernian 0-0       | Scottish Premier Division |
| 1996-1997 | 01/01/1997 | Hibernian - Hearts 0-4       | Scottish Premier Division |
| 1996-1997 | 15/03/1997 | Hearts - Hibernian 1-0       | Scottish Premier Division |
| 1997-1998 | 30/08/1997 | Hibernian - Hearts 0-1       | Scottish Premier Division |
| 1997-1998 | 08/11/1997 | Hearts - Hibernian 2-0       | Scottish Premier Division |
| 1997-1998 | 01/01/1998 | Hearts - Hibernian 2-2       | Scottish Premier Division |
| 1997-1998 | 11/04/1998 | Hibernian - Hearts 2-1       | Scottish Premier Division |
| 1999-2000 | 14/08/1999 | Hibernian - Hearts 1-1       | Scottish Premier League   |
| 1999-2000 | 19/12/1999 | Hearts - Hibernian 0-3       | Scottish Premier League   |
| 1999-2000 | 18/03/2000 | Hibernian - Hearts 3-1       | Scottish Premier League   |
| 1999-2000 | 21/05/2000 | Hearts - Hibernian 2-1       | Scottish Premier League   |
| 2000-2001 | 30/07/2000 | Hearts - Hibernian 0-0       | Scottish Premier League   |
| 2000-2001 | 22/10/2000 | Hibernian - Hearts 6-2       | Scottish Premier League   |
| 2000-2001 | 26/12/2000 | Hearts - Hibernian 1-1       | Scottish Premier League   |
| 2000-2001 | 13/05/2001 | Hibernian - Hearts 0-0       | Scottish Premier League   |
| 2001-2002 | 21/10/2001 | Hibernian - Hearts 2-1       | Scottish Premier League   |
| 2001-2002 | 29/12/2001 | Hearts - Hibernian 1-1       | Scottish Premier League   |
| 2001-2002 | 16/03/2002 | Hibernian - Hearts 1-2       | Scottish Premier League   |
| 2002-2003 | 11/08/2002 | Hearts - Hibernian 5-1       | Scottish Premier League   |
| 2002-2003 | 03/11/2002 | Hibernian - Hearts 1-2       | Scottish Premier League   |
| 2002-2003 | 02/01/2003 | Hearts - Hibernian 4-4       | Scottish Premier League   |
| 2003-2004 | 17/08/2003 | Hibernian - Hearts 1-0       | Scottish Premier League   |
| 2003-2004 | 23/11/2003 | Hearts - Hibernian 2-0       | Scottish Premier League   |
| 2003-2004 | 15/02/2004 | Hibernian - Hearts 1-1       | Scottish Premier League   |
| 2004-2005 | 24/10/2004 | Hearts - Hibernian 2-1       | Scottish Premier League   |
| 2004-2005 | 02/01/2005 | Hibernian - Hearts 1-1       | Scottish Premier League   |
| 2004-2005 | 13/04/2005 | Hearts - Hibernian 1-2       | Scottish Premier League   |
| 2004-2005 | 23/04/2005 | Hibernian - Hearts 2-2       | Scottish Premier League   |
| 2005-2006 | 07/08/2005 | Hearts - Hibernian 4-0       | Scottish Premier League   |
| 2005-2006 | 29/10/2005 | Hibernian - Hearts 2-0       | Scottish Premier League   |
| 2005-2006 | 28/01/2006 | Hearts - Hibernian 4-1       | Scottish Premier League   |
| 2005-2006 | 02/04/2006 | Hibernian - Hearts 0-4       | Scottish Cup              |
| 2005-2006 | 22/04/2006 | Hibernian - Hearts 2-1       | Scottish Premier League   |
| 2006-2007 | 15/10/2006 | Hibernian - Hearts 2-2       | Scottish Premier League   |
| 2006-2007 | 08/11/2006 | Hibernian - Hearts 1-0       | Scottish League Cup       |
| 2006-2007 | 26/12/2006 | Hearts - Hibernian 3-2       | Scottish Premier League   |
| 2006-2007 | 01/04/2007 | Hibernian - Hearts 0-1       | Scottish Premier League   |
| 2006-2007 | 12/05/2007 | Hearts - Hibernian 2-0       | Scottish Premier League   |
| 2007-2008 | 06/08/2007 | Hearts - Hibernian 0-1       | Scottish Premier League   |
| 2007-2008 | 04/11/2007 | Hibernian - Hearts 1-1       | Scottish Premier League   |
| 2007-2008 | 19/12/2008 | Hearts - Hibernian 1-0       | Scottish Premier League   |
| 2008-2009 | 19/10/2008 | Hibernian - Hearts 1-1       | Scottish Premier League   |
| 2008-2009 | 03/01/2009 | Hearts - Hibernian 0-0       | Scottish Premier League   |
| 2008-2009 | 11/01/2009 | Hibernian - Hearts 0-2       | Scottish Cup              |
| 2008-2009 | 14/03/2009 | Hibernian - Hearts 1-0       | Scottish Premier League   |
| 2008-2009 | 07/05/2009 | Hearts - Hibernian 0-1       | Scottish Premier League   |
| 2009-2010 | 07/11/2009 | Hearts - Hibernian 0-0       | Scottish Premier League   |
| 2009-2010 | 03/01/2010 | Hibernian - Hearts 1-1       | Scottish Premier League   |
| 2009-2010 | 20/03/2010 | Hearts - Hibernian 2-1       | Scottish Premier League   |
| 2009-2010 | 01/05/2010 | Hibernian - Hearts 1-2       | Scottish Premier League   |
| 2010-2011 | 07/11/2010 | Hibernian - Hearts 0-2       | Scottish Premier League   |
| 2010-2011 | 01/01/2011 | Hearts - Hibernian 1-0       | Scottish Premier League   |
| 2010-2011 | 03/04/2011 | Hibernian - Hearts 2-2       | Scottish Premier League   |
| 2011-2012 | 28/08/2011 | Hearts - Hibernian 2-1       | Scottish Premier League   |
| 2011-2012 | 02/01/2012 | Hibernian - Hearts 1-3       | Scottish Premier League   |
| 2011-2012 | 18/03/2012 | Hearts - Hibernian 2-0       | Scottish Premier League   |
| 2011-2012 | 19/05/2012 | Hibernian - Hearts 1-5       | Scottish Cup              |
| 2012-2013 | 12/08/2012 | Hibernian - Hearts 1-1       | Scottish Premier League   |
| 2012-2013 | 02/12/2012 | Hibernian - Hearts 1-0       | Scottish Cup              |
| 2012-2013 | 03/01/2013 | Hearts - Hibernian 0-0       | Scottish Premier League   |
| 2012-2013 | 10/03/2013 | Hibernian - Hearts 0-0       | Scottish Premier League   |
| 2012-2013 | 12/05/2013 | Hearts - Hibernian 1-2       | Scottish Premier League   |
| 2013-2014 | 11/08/2013 | Hearts - Hibernian 1-0       | Scottish Premiership      |
| 2013-2014 | 30/10/2013 | Hibernian - Hearts 0-1       | Scottish League Cup       |
| 2013-2014 | 02/01/2014 | Hibernian - Hearts 2-1       | Scottish Premiership      |
| 2013-2014 | 30/03/2014 | Hearts - Hibernian 2-0       | Scottish Premiership      |
| 2013-2014 | 27/04/2014 | Hibernian - Hearts 1-2       | Scottish Premiership      |
| 2014-2015 | 17/08/2014 | Hearts - Hibernian 2-1       | Scottish Championship     |
| 2014-2015 | 26/10/2014 | Hibernian - Hearts 1-1       | Scottish Championship     |
| 2014-2015 | 03/01/2015 | Hearts - Hibernian 1-1       | Scottish Championship     |
| 2014-2015 | 12/04/2015 | Hibernian - Hearts 2-0       | Scottish Championship     |
| 2015-2016 | 07/02/2016 | Hearts - Hibernian 2-2       | Scottish Cup              |
| 2015-2016 | 16/02/2016 | Hibernian - Hearts 1-0       | Scottish Cup              |
| 2016-2017 | 12/02/2017 | Hearts - Hibernian 0-0       | Scottish Cup              |
| 2016-2017 | 22/02/2017 | Hibernian - Hearts 3-1       | Scottish Cup              |
| 2017-2018 | 24/10/2017 | Hibernian - Hearts 1-0       | Scottish Premiership      |
| 2017-2018 | 27/12/2017 | Hearts - Hibernian 0-0       | Scottish Premiership      |
| 2017-2018 | 21/01/2018 | Hearts - Hibernian 1-0       | Scottish Cup              |
| 2017-2018 | 09/03/2018 | Hibernian - Hearts 2-0       | Scottish Premiership      |
| 2017-2018 | 09/05/2018 | Hearts - Hibernian 2-1       | Scottish Premiership      |
| 2018-2019 | 31/10/2018 | Hearts - Hibernian 0-0       | Scottish Premiership      |
| 2018-2019 | 29/12/2018 | Hibernian - Hearts 0-1       | Scottish Premiership      |
| 2018-2019 | 06/04/2019 | Hearts - Hibernian 1-2       | Scottish Premiership      |
| 2018-2019 | 28/04/2019 | Hibernian - Hearts 1-1       | Scottish Premiership      |
| 2019-2020 | 22/09/2019 | Hibernian - Hearts 1-2       | Scottish Premiership      |
| 2019-2020 | 26/12/2019 | Hearts - Hibernian 0-2       | Scottish Premiership      |
| 2019-2020 | 03/03/2020 | Hibernian - Hearts 1-3       | Scottish Premiership      |
| 2019-2020 | 31/10/2020 | Hearts - Hibernian 2-1 (dts) | Scottish Cup              |
| 2021-2022 | 12/09/2021 | Hearts - Hibernian 0-0       | Scottish Premiership      |
| 2021-2022 | 01/02/2022 | Hibernian - Hearts 0-0       | Scottish Premiership      |
| 2021-2022 | 09/04/2022 | Hearts - Hibernian 3-1       | Scottish Premiership      |
| 2021-2022 | 16/04/2022 | Hearts - Hibernian 2-1       | Scottish Cup              |
| 2022-2023 | 07/08/2022 | Hibernian - Hearts 1-1       | Scottish Premiership      |
| 2022-2023 | 02/01/2023 | Hearts - Hibernian 3-0       | Scottish Premiership      |
| 2022-2023 | 22/01/2023 | Hibernian - Hearts 0-3       | Scottish Cup              |
| 2022-2023 | 15/04/2023 | Hibernian - Hearts 1-0       | Scottish Premiership      |
| 2022-2023 | 27/05/2023 | Hearts - Hibernian 1-1       | Scottish Premiership      |
| 2023-2024 | 07/10/2023 | Hearts - Hibernian 2-2       | Scottish Premiership      |
| 2023-2024 | 27/12/2023 | Hibernian - Hearts 0-1       | Scottish Premiership      |
| 2023-2024 | 28/02/2024 | Hearts - Hibernian 1-1       | Scottish Premiership      |
| 2024-2025 | 27/10/2024 | Hibernian - Hearts 1-1       | Scottish Premiership      |
| 2024-2025 | 26/12/2024 | Hearts - Hibernian 1-2       | Scottish Premiership      |
| 2024-2025 | 02/03/2025 | Hibernian - Hearts 2-1       | Scottish Premiership      |

La seguente tabella contiene tutti i dati riguardanti gli scontri diretti tra le due squadre in partite ufficiali aggiornati al 02/03/2025.
|                       | Totale | Vittorie Hearts | Pareggi | Vittorie Hibernian |
| Scottish Premiership  | 292    | 125             | 92      | 75                 |
| Scottish Championship | 4      | 1               | 2       | 1                  |
| Scottish Cup          | 39     | 18              | 9       | 12                 |
| Scottish League Cup   | 6      | 5               | 0       | 1                  |
| Totale                | 341    | 149             | 103     | 89                 |